# Semiothisa immaculata
Semiothisa immaculata är en fjärilsart som beskrevs av Alexander Michailovitsch Djakonov. Semiothisa immaculata ingår i släktet Semiothisa och familjen mätare. Inga underarter finns listade i Catalogue of Life.